# Schulleitplanung
Schulleitplanung ist ein Teil der Gesamtplanung (Stadtentwicklungsplan) auf kommunaler Ebene und beinhaltet vor allem die voraussichtlichen Schülerzahlen für die kommenden Schuljahre. Hierbei wird nach Schulsystem und Schulklasse unterschieden, um den voraussichtlichen Bedarf zu ermitteln. Die Erhebung der Geburtenzahl spielt dabei eine große Rolle, da sich daraus die Zahl der Schulanfänger ergibt.

## Hintergründe
Die Schulleitplanung trifft Aussagen über den Bedarf an
- Klassenräumen,
- Einrichtung,
- Investitionen.

und ist somit eine wichtige Planungshilfe für Städte und Gemeinden bzw. Landkreise, nicht zuletzt aus wirtschaftlicher Sicht. Sie gliedert sich der Schulentwicklungsplanung unter und bezieht sich individuell auf die einzelnen Schulen. Sie spezifiziert die in den Schulentwicklungsplänen festgehaltenen Forderungen und soll den Schulträgern helfen, Teilaspekte von Sozialpolitik, Kulturplanung, Standortsicherung, Bildungspolitik und Jugendpolitik zukunftssicher zu vereinen.
Um aussagekräftig zu sein, muss die Planung aktuell bleiben und den Bestand miteinbeziehen. Es besteht sonst die Gefahr, dass eine reine Verwaltung von Zahlen entsteht, die an den tatsächlichen Bedürfnissen vorbeigeht. In der Regel werden die Entwicklungspläne alle 5 Jahre überarbeitet, es empfiehlt sich allerdings, Teile davon (z. B. Computerinventar) periodisch in kürzeren Abständen zu überprüfen.     
Weitere Planungen sind mit den Veränderungen der Schülerzahlen verknüpft: Zum Beispiel werden Nahverkehrsverbindungen an die Pendlerbewegungen von Schülern angepasst.

## Rechtliche Grundlagen
- Baugesetzbuch (BauGB): §1 Absatz 6, (2 - 3)